# حرائق غابات البرازيل 2019
شهد موسم حرائق الغابات المطيرة في الأمازون عام 2019 زيادة سنوية في الحرائق التي تحدث في غابات الأمازون المطيرة ومنطقة الأمازون الأحيائية في البرازيل، وبوليفيا، وباراغواي، وبيرو خلال موسم الجفاف المداري في الأمازون في ذلك العام. تحدث الحرائق عادةً في موسم الجفاف حيث تُستخدم طرق القطع والحرق لتطهير الغابة لإفساح المجال للزراعة، وتربية الماشية، وقطع الأشجار، والتعدين، ما يؤدي إلى إزالة الأحراج في غابات الأمازون المطيرة. مثل هذا النشاط غير قانوني بشكل عام داخل هذه الدول، ولكن تطبيق حماية البيئة يمكن أن يكون لينًا. أدت زيادة معدلات أعداد الحرائق في عام 2019 إلى قلق دولي بشأن مصير غابات الأمازون المطيرة، وهي أكبر مصرّف أرضي لثاني أكسيد الكربون وتلعب دورًا مهمًا في التخفيف من ظاهرة الاحتباس الحراري.
أبلغ المعهد الوطني البرازيلي لبحوث الفضاء لأول مرة عن هذه المعدلات المتزايدة (إنستيتوتو ناسيونال دي بيسكيساس إسباسيِّاس [آي إن بّي إي]) في يونيو ويوليو عام 2019 من خلال أنظمة رصد الأقمار الصناعية، ولكن لُفِتَ الانتباه الدولي إلى المشكلة بحلول أغسطس عام 2019 عندما أكدت وكالة ناسا النتائج التي توصلت إليها آي إن بّي إي، وأدى الدخان المتصاعد من الحرائق، المرئي من صور الأقمار الصناعية، إلى جعل مدينة ساو باولو مظلمة على الرغم من كونها تبعد آلاف الكيلومترات عن غابات الأمازون. اعتبارًا من 29 أغسطس 2019، أبلغت آي إن بّي إي عن أكثر من 80 ألف حريق في جميع أنحاء البرازيل، بزيادة سنوية بنسبة 77 بالمئة لنفس فترة التتبع، مع أكثر من 40 ألف حريق في منطقة ليغال أمازونيا في البرازيل (بي إل إيه)، والتي تحتوي على 60 بالمئة من منطقة الأمازون. أُبلغ لاحقًا عن زيادات مماثلة في الحرائق من عام إلى آخر في بوليفيا، وباراغواي، وبيرو، حيث بلغ عدد الحرائق لعام 2019 داخل كل دولة أكثر من 19 ألف، و11 ألف، و 6700 على التوالي، اعتبارًا من 29 أغسطس 2019. تشير التقديرات إلى أن أكثر من 906 ألف هكتار (2.24 × 10 أس 6 فدان، 9060 كم مربع، 3500 ميل مربع) من الغابات داخل منطقة الأمازون الأحيائية فقدت بسبب الحرائق في عام 2019. بالإضافة إلى التأثير على المناخ العالمي، خلقت الحرائق مخاوف بيئية من زيادة ثاني أكسيد الكربون وأحادي أكسيد الكربون ضمن انبعاثات الحرائق، والتأثيرات المحتملة على التنوع البيولوجي في الأمازون، والتهديدات التي تتعرض لها القبائل الأصلية التي تعيش داخل الغابة. قدر علماء البيئة أن سقام الغابات في غابات الأمازون المطيرة بسبب الحرائق قد يكلف البرازيل 957 مليار دولار إلى 3.5 تريليون دولار على مدى 30 عامًا.
أثار معدل الحرائق المتزايد في البرازيل مخاوف كبيرة لدى القادة الدوليين، ولا سيما الرئيس الفرنسي إيمانويل ماكرون، وألقت المنظمات البيئية غير الحكومية اللوم على سياسات الرئيس البرازيلي جايير بولسونارو المؤيدة للأعمال التجارية التي أضعفت حماية البيئة وشجعت إزالة غابات الأمازون بعد توليه منصبه في يناير 2019. ظل بولسونارو في البداية مترددًا ورفض الدعوات الدولية لاتخاذ إجراءات.  بعد زيادة الضغط في قمة جي 7 الخامسة والأربعين والتهديد برفض اتفاقية التجارة الحرة المعلقة بين الاتحاد الأوروبي وميركوسور، أرسل بولسونارو أكثر من 44000 جندي برازيلي وخصص أموالًا لمكافحة الحرائق، ووقع لاحقًا مرسومًا لمنع مثل هذه الحرائق لمدة 60 يومًا.
تأثرت دول الأمازون الأخرى بحرائق الغابات بدرجة أعلى أو أقل. كان عدد الهكتارات من الغابات المطيرة في بوليفيا المتضررة من حرائق الغابات مساويًا تقريبًا لتلك الموجودة في البرازيل، حيث أن مساحة بوليفيا فقط حوالي ثُمن مساحة البرازيل. وبالمثل، أُلقي اللوم على الرئيس البوليفي إيفو مورالس في السياسات السابقة التي شجعت على إزالة الغابات، كما اتخذ موراليس إجراءات استباقية لمكافحة الحرائق وطلب المساعدة من الدول الأخرى. في قمة جي 7، تفاوض ماكرون مع الدول الأخرى لتخصيص 22 مليون دولار لمساعدة دول الأمازون المتضررة من الحرائق.

## غابة الأمازون وإزالة الأحراج
هناك 670 مليون هكتار (1.7 مليار فدان، 6.7 مليون كيلومتر مربع، 2.6 مليون ميل مربع) من غابات الأمازون المطيرة. وكان إزالة الإنسان للأحراج من غابات الأمازون المطيرة مصدر قلق كبير على مدى عقود كما سبق قياس تأثير الغابات المطيرة على المناخ العالمي. من منظور المناخ العالمي، كانت الأمازون أكبر مصرّف لثاني أكسيد الكربون في العالم، ويقدر أنها تلتقط ما يصل إلى 25 بالمئة من توليد ثاني أكسيد الكربون العالمي في النباتات والكتلة الحيوية الأخرى. بدون هذا المصرّف، سيزيد تركيز ثاني أكسيد الكربون في الغلاف الجوي ويسهم في ارتفاع درجات الحرارة العالمية، ما يجعل استمرارية الأمازون مصدر قلق عالمي. علاوة على ذلك، عندما تندلع النيران في الغابة وتنتشر الحرائق، يُطلق ثاني أكسيد الكربون الإضافي في الغلاف الجوي، ويمكن أن يساهم بشكل كبير في إجمالي محتوى ثاني أكسيد الكربون. تولد الأنواع النباتية أيضًا كميات كبيرة من بخار الماء من خلال النتح والتي تنتقل لمسافات كبيرة إلى أجزاء أخرى من أمريكا الجنوبية عبر الأنهار الجوية وتساهم في هطول الأمطار في هذه المناطق. بسبب تغير المناخ العالمي المستمر، أثار علماء البيئة مخاوف من أن الأمازون يمكن أن تصل إلى «نقطة حرجة» حيث ستختفي بشكل لا رجعة فيه، وتصبح الأرض أكثر السافانا من الغابات، في ظل ظروف تغير مناخي معينة تتفاقم بسبب الأنشطة البشرية.
تُستخدم إزالة الأحراج التي يقودها الإنسان في الأمازون لتطهير الأراضي للزراعة، وتربية الحيوانات، والتعدين، وتقطيع الخشب. تُطهر معظم الغابات عادةً باستخدام عمليات القطع والحرق. تُزال كميات هائلة من الكتلة الحيوية عن طريق اقتلاع الأشجار في الأمازون أولًا باستخدام الجرافات والجرارات العملاقة خلال موسم الأمطار (من نوفمبر إلى يونيو)، ثم إحراق جذوع الأشجار بعد عدة أشهر في موسم الجفاف (من يوليو إلى أكتوبر). تكون الحرائق أكثر شيوعًا في يوليو حتى أغسطس. في بعض الحالات، يكون العمال الذين يقومون بالحرق غير مهرة، وقد يسمحون عن غير قصد بانتشار هذه الحرائق.  في حين أن معظم البلدان في منطقة الأمازون لديها قوانين وإنفاذ بيئي ضد إزالة الأحراج، إلا أنها لا تطبق بشكل جيد، وكثير من أنشطة القطع والحرق تتم بشكل غير قانوني.
تؤدي إزالة الأحراج إلى عدد كبير من الحرائق المرصودة عبر الأمازون خلال موسم الجفاف، وعادة ما تُتبع بواسطة بيانات الأقمار الصناعية. في حين أنه من الممكن حدوث حرائق الغابات بشكل طبيعي في منطقة الأمازون، فإن احتمالية حدوثها أقل بكثير، مقارنةً بتلك الموجودة في كاليفورنيا أو أستراليا. حتى مع الاحتباس الحراري، لا يمكن أن تأتي الحرائق العفوية في الأمازون من الطقس الدافئ وحده، ولكن الطقس الدافئ قادر على زيادة الحرائق بمجرد اندلاعها حيث ستكون هناك كتلة حيوية أكثر جفافًا متاحة لانتشار الحريق. قدر ألبرتو سيتزر من آي إن بّي إي أن 99 بالمئة من حرائق الغابات في حوض الأمازون ناتجة عن أفعال بشرية، إما عن قصد أو عن طريق الخطأ. تميل الحرائق التي من صنع الإنسان في الأمازون أيضًا إلى رفع دخانها إلى الغلاف الجوي الأعلى بسبب الاحتراق الشديد للكتلة الحيوية الجافة، مقارنةً بحرائق الغابات التي تحدث بشكل طبيعي. مزيد من الأدلة على الحرائق التي تسببها الأنشطة البشرية ترجع إلى تجمعها بالقرب من الطرق والمناطق الزراعية القائمة بدلًا من الأجزاء النائية من الغابة.
في 18 نوفمبر عام 2019، أعلنت السلطات البرازيلية عن الأرقام الرسمية لإزالة الأحراج، استنادًا إلى بروديس نظام مراقبة الأقمار الصناعية لعام 2019 – من 1 أغسطس 2018 إلى 31 يوليو 2019. وكان معدل إزالة الأحراج «الأسوأ منذ أكثر من عقد» حيث فقد 970 ألف هكتار (2400 ألف فدان).
في أغسطس 2020، أفاد المعهد الوطني البرازيلي لأبحاث الفضاء أن بيانات الأقمار الصناعية تظهر أن عدد الحرائق في منطقة الأمازون ارتفع بنسبة 28 بالمئة إلى حوالي 6800 حريق في يوليو مقارنة مع 5300 حريق في يوليو عام 2019. ويشير ذلك إلى تكرار، قد يزداد سوءًا، للتدمير المتسارع لعام 2019 لأحد أكبر الحواجز القابلة للحماية في العالم ضد الاحتباس العالمي في عام 2020.

## الخلفية
يضمُّ حوض الأمازون – الذي يُعادل حجم أستراليا – نباتات كثيفة ويقدر عددها حوالي 400 مليار شجرة؛ توفر هذهِ النباتات خُمس غاز الأوكسجين للأرض كما تُخزِّن نسبةً وافرةً من الكربون فضلًا عن استهلاكها لكمية غير معروفة ولكنها مهمة من حرارة وطاقة الشمس. بشكلٍ عام؛ يُمكن القول إن غابات الأمازون المطيرة «تغذي الكوكب» على عدّة مستويات بما في ذلك توفير الأنهار الجوفية التي يمر منها ما نسبتهُ 20 في المائة من المياه العذبة. منذ عقد السبعينيات من القرن العشرين؛ قطع وحرق في البرازيل حوالي 20 بالمائة من الغابة بما معدله 300,000 ميل مربع (776,996 كـم2) أي بمساحة أكبر من مدينة تكساس.
في عام 2015؛ أقام المعهد الوطني لأبحاث الفضاء (INPE) مشروعًا يحصل على بياناته من نظام التنبيه عبر الأقمار الصناعية من أجلِ الكشف عن عمليات إزالة الغابات في الوقت الحقيقي. يعملُ المعهد بشكلٍ يومي وشهري على نشر بياناته المحدثة على موقعهِ الإلكتروني. بحلول 11 آب/أغسطس وبعد اندلاعِ حرائق كبيرة في بعض الأجزاء من غابة الأمازون؛ أعلنت ولاية الأمازون عن نفسها حالة الطوارئ، وكانت صور ناسا قد نشرت صورًا بعد يومين من إعلان الطوارئ تُظهر الدخان الكثيف الناتج عن الحرائق مرئيًا من الفضاء.

## السبب

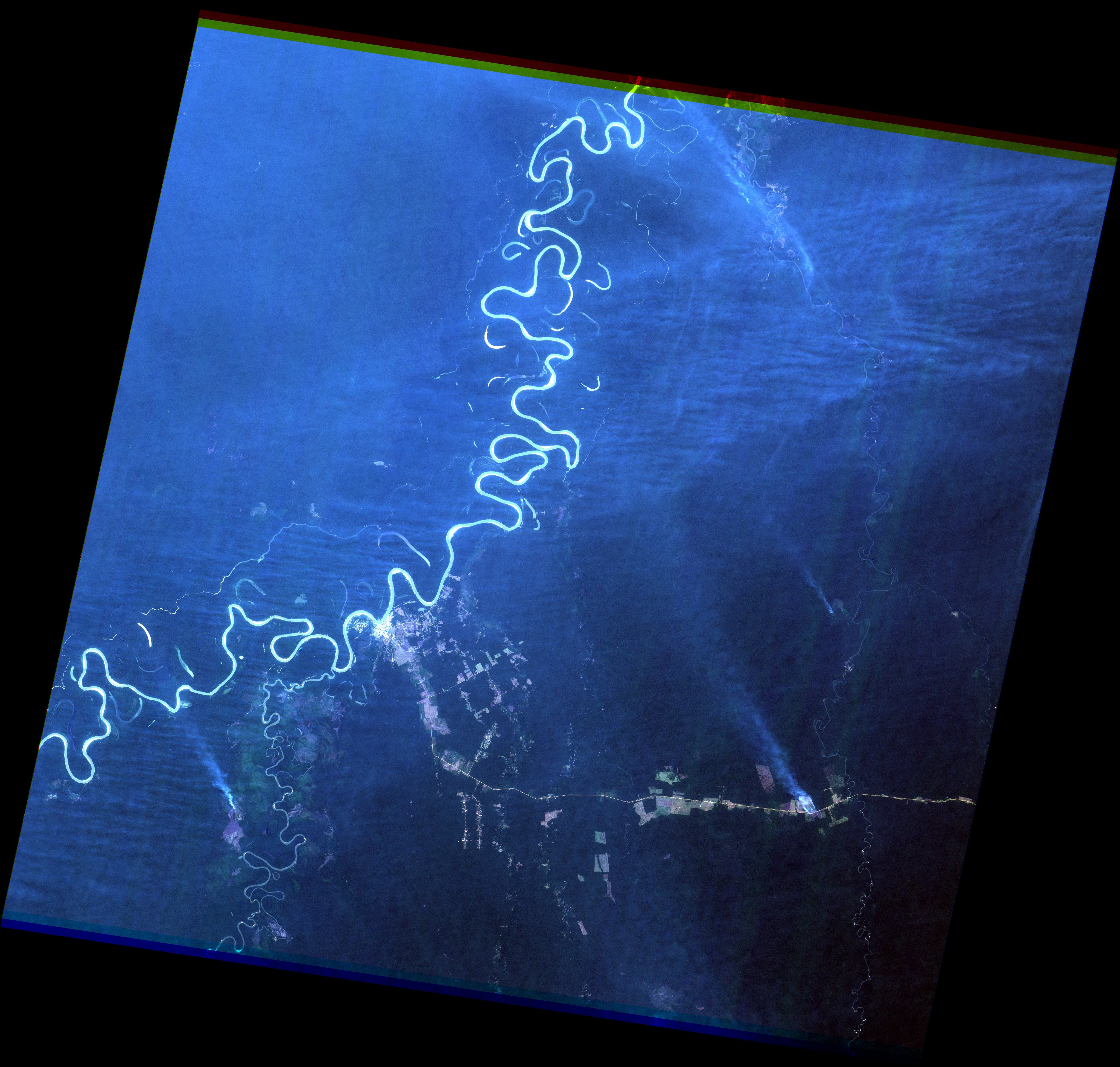
صورة بالأقمار الصناعية تُظهر أعمدة الدخان المنبعثة من حرائق الغابات في ولاية الأمازون في 16 آب/أغسطس 2019

تحدثُ حرائق الغابات بشكلٍ طبيعيّ خلال موسم الجفاف في تمّوز/يوليو وآب/أغسطس، لكن هناك شبه إجماع على أن هذه الحرائق قد ازدادت لعدّة أسباب؛ فضلًا عن تأثر الغابات نفسها بعمليّات البشر بما في ذلك القطع والحرق وإزالة الأشجار بطريقة قانونية أو غير قانونية لتربية الماشية أو لأيّ هدفٍ آخر. في السنوات الأخيرة؛ قامَ الكثير من المواطنين في البرازيل بقطعِ الغابات بشكل غير قانوني كما «اعتدوا» على المحمية في جميع أنحاء الأمازون بما في ذلك تلكَ التي تتوفر على عددٍ كبيرٍ من النباتات والأشجار وما إلى ذلك. وفقًا للمدافعين عنِ البيئة فقد قامَ الرئيس جايير بولسونارو – الذي تولى منصبه في كانون الثاني/يناير 2019 – بتشجيع المزارعين على قطعِ الأشجار و«تنظيف الأرض» مما تسبّبَ في اختفاء غابات بالكامل، بل إن نسبة قطع الغابات قد زادت بنسبة 88% في يونيو/حزيران من عام 2019 مقارنة بنفسِ الشهر من عام 2018.

## الحرائق
ذكرَ المعهد الوطني لأبحاث الفضاء في 20 آب/أغسطس أنهُ أحصى 39194 حريقًا في أكبر الغابات المطيرة منذ كانون الثاني/يناير، ما يمثل زيادة بنسبة 77 في المائة عن عددِ الحرائق من نفس الفترة الزمنية من عام 2018؛ ونفس الأمر خلصت لهُ وكالة ناسا التي أكّدت على أنّ هناك زيادةً في حرائق الغابات في كلٍ من أمازوناس وروندونيا مُقابل انخفاضها ولو بشكلٍ جزئيّ في ماتو غروسو وبارا. أُحصي 74,155 حريقًا على الأقل في جميع أنحاء البرازيل، وهوَ ما يمثل زيادة أيضًا بنسبة 84 في المائة عن نفس الفترة في عام 2018.

## التأثير
تسبّب الدخان الناجم عن الحرائق في روندونيا وولاية الأمازون في تعتيم السماء على أكبرِ مدينة في البرازيل ساو باولو ، والتي تبلغ مساحتها حوالي 1,700 ميل (2,700 كـم)، حيثُ بدت المدينة البرازيليّة مُظلمة في الثانية مساءً.

## الاستجابة
حسبَ مقالٍ نُشر في موقع فوكس فإن جميع حرائق الغابات في عام 2019 – بما في ذلك الحرائق في غرينلاند وسيبيريا – لم تكن مثيرة للقلق بقدرِ ما هي حرائق غابات الأمازون المطيرة.

## ردود الفعل
استجابة لتقارير المعهد الوطني لأبحاث الفضاء التي حذرت من ارتفاع معدلات إزالة الغابات بناءً على بيانات الأقمار الصناعية؛ قام بولسونارو بطرد مدير المعهد ريكاردو جالفاو في خطوةٍ مفاجئة في الثاني من آب/أغسطس. وبحلول 21 من نفسِ الشهر؛ زعمَ بولسونارو أن الحرائق قد بدأت عن عمدٍ من قبل المنظمات غير الحكومية البيئية رغم أنه لم يقدم أيّ دليلٍ يَدعم هذا الاتهام.
قرر زعماء مجموعة السبع الدول الأكثر اقتصادا بالعالم في اجتماعهم في فرنسا التبرع ب 20 مليون يورو للمساهمة في اطفاء الغابات .
قررت ألمانيا ايقاف المعونة المالية السنوية للبرازيل للمساهمة في الحفاظ على الغابات المطيرة وذلك لكي تأخذ البرازيل دورا أكثر جدية بالمحافظة على الغابات، بدلا من تشجيع الزراعة والصناعة على حساب قطع اشجار الغابات .